# Нова Лазаревка
Нова Лазаревка  (рос. Новая Лазаревка) — присілок в Росії у складі Ардатовського району Нижньогородської області. Входить до складу Личадеєвської сільської ради.

## Географія
Розташована за 18 км на північний схід від Ардатова, по лівій стороні шосе, що йде від с. Гремячєво до с. Личадеєво. Село пов'язане шосейними дорогами з с. Липовка (2,5 км), на заході та південному сході з с. Голяткіно (2 км), на сході та північному сході з с. Докукіно (2 км).
На сході за 3 км від села протікає річка Нуча, а на півночі за 2 км - річка Теша.

## Населення
| 1999 | 2002 | 2010 |
| ---- | ---- | ---- |
| 107  | ↘82  | ↘66  |